# Yinshania zayuensis
Yinshania zayuensis là một loài thực vật có hoa trong họ Cải. Loài này được Y.H. Zhang miêu tả khoa học đầu tiên năm 1987.